# Hibernaculum
„Hibernaculum“ je píseň britského multiinstrumentalisty Mika Oldfielda. Vydána byla jako jeho třicátý pátý singl na konci 1994 a v britské hitparádě se vyšplhala nejvýše na 47. místo.
Singl „Hibernaculum“, který pochází z Oldfieldova alba The Songs of Distant Earth, jež vyšlo v listopadu 1994, se skládá ze dvou samostatných disků. První z nich obsahuje kromě skladby „Hibernaculum“ tři remixy skladby „Moonshine“ z alba Tubular Bells II. Na druhém CD se opět nachází „Hibernaculum“, které je doplněno dalšími dvěma instrumenálkami „The Spectral Army“ a „The Song of the Boat Men“.

## Seznam skladeb
CD 1
1. „Hibernaculum“ (Oldfield) – 3:34
2. „Moonshine (Festive Mix)“ (Oldfield, remix: The Solution for Small World) – 3:41
3. „Moonshine (Solution Hoedown Mix)“ (Oldfield, remix: The Solution for Small World) – 5:27
4. „Moonshine (Jungle Mix)“ (Oldfield, remix: The Solution for Small World) – 4:16

CD 2
1. „Hibernaculum“ (Oldfield) – 3:34
2. „The Spectral Army“ (Oldfield) – 2:41
3. „The Song of the Boat Men“ (Oldfield) – 2:52